# リシェール
リシェール （Lichères）は、フランス、ヌーヴェル＝アキテーヌ地域圏、シャラント県のコミューン。

## 地理

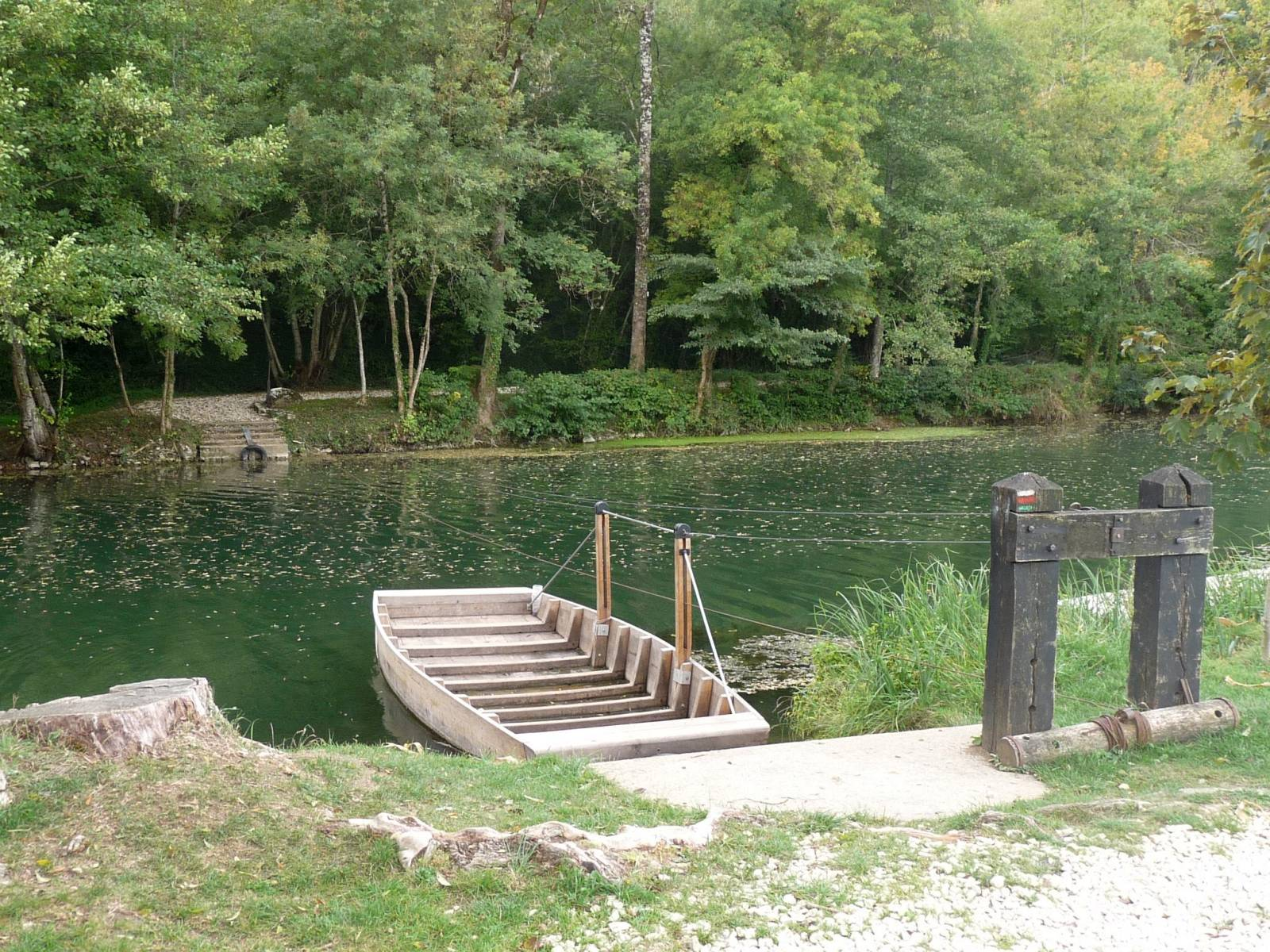
シャラント川

県北部にあるリシェールは、マールの北東5km、アングレームの北29km、シャラント川谷の中に位置する。リュフェックの南14kmのところにある。
主要な道路から離れており、マールへ通じる県道56号線がある。アングレームとポワティエ間を走る高速道10号線はコミューンの西側を通過しており、この高速道10号線に向けて県道185号線が通る。しかし高速道10号線のインターチェンジはフォンクレーローにある。シャラント川を渡り役場まで通じるのは県道185号線である。
最寄の鉄道駅は9km離れたリュグゼ駅で、TERポワトゥー＝シャラントのアングレーム、ポワティエおよびボルドー方面の路線が停車する。
町と教会はシャラント川の左岸にあり、右岸のサール地区に役場がある。他に、ピュイシュナン地区は右岸から役場と川を見下ろす位置にある。

## 人口統計
| 1962年 | 1968年 | 1975年 | 1982年 | 1990年 | 1999年 | 2006年 | 2011年 |
| ------ | ------ | ------ | ------ | ------ | ------ | ------ | ------ |
| 104    | 84     | 70     | 87     | 86     | 94     | 88     | 90     |

参照元:1999年までEHESS、2004年以降INSEE

## 史跡
- サン・ドニ教会 - ベネディクト会派のサン・ソヴール・ド・シャルー修道院の修道士たちが創設[6]。